# The Last Man on Earth (film 1924)
The Last Man on Earth è un film muto del 1924 diretto da J.G. Blystone.

## Trama
Dopo che Hattie, la ragazza che ama fin da bambino, ha rifiutato la sua proposta di matrimonio, Elmer Smith si rifugia nei boschi per vivere come un eremita. Qualche tempo dopo, un'epidemia uccide tutti i maschi del mondo al di sopra dei 14 anni: l'unico che sopravvive è Elmer. Trovato da Gertie, una criminale in fuga, l'uomo viene portato a Washington e venduto al governo per dieci milioni di dollari. Due senatrici si sfidano sul ring per decidere chi potrà averlo per marito. Tra il pubblico, Elmer scorge Hattie e corre da lei, rivendicandola come sua sposa. Dopo il matrimonio, nascono due gemelli che assicurano la continuazione della specie umana.

## Produzione
Il film fu prodotto dalla Fox Film Corporation.

## Distribuzione
Distribuito dalla Fox Film Corporation, il film - presentato da William Fox - uscì nelle sale cinematografiche USA il 2 novembre 1924.
Copia della pellicola viene conservata negli archivi del Museum of Modern Art.